# 赤磐市
赤磐市（あかいわし）は、岡山県の中南部にある市。南部には住宅団地があり、岡山市のベッドタウンとなっている。

## 地理

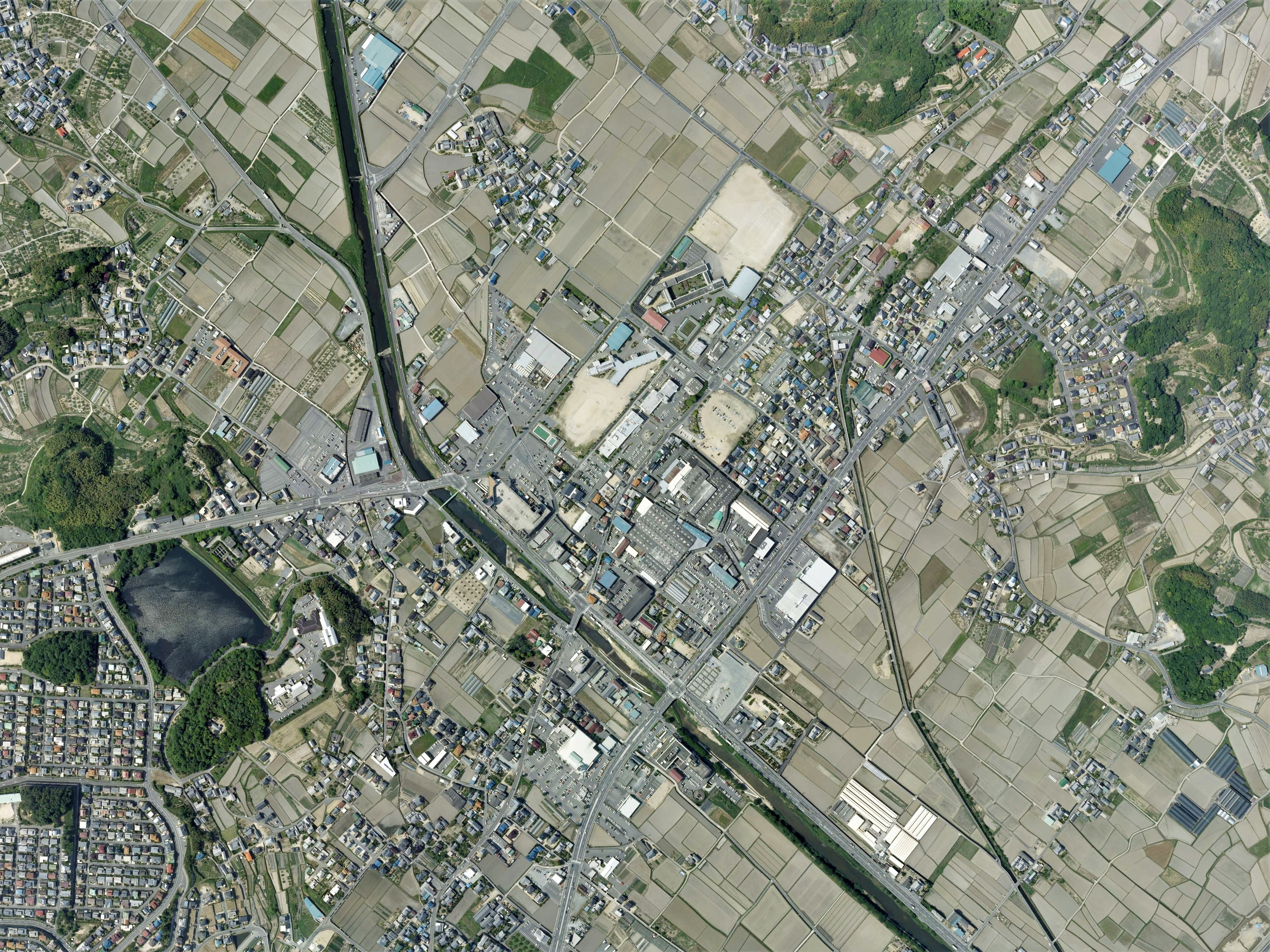
市役所の所在する旧山陽町役場周辺の空中写真。
2016年5月24日撮影の4枚を合成作成。。

県内三大河川の一つ、吉井川が市の北東部を流れる。岡山平野の北東部に位置するが、市域の大半は丘陵と山林である。
- 山: 熊山、高倉山
- 河川: 吉井川、砂川

### 隣接している自治体・行政区
- 岡山市（北区･東区）
- 備前市
- 和気郡和気町
- 久米郡久米南町
- 久米郡美咲町

## 歴史

### 地名の由来
赤磐は、1900年（明治33年）に赤坂郡・磐梨郡の区域をもって発足した赤磐郡に由来する合成地名である。

### 沿革
2005年（平成17年）3月7日、赤磐郡山陽町・赤坂町・熊山町・吉井町の4町が新設合併し市制施行。

## 行政

### 市長
歴代市長
- 初代：荒嶋 龍一（2005年4月17日就任。1期）
  - 旧吉井町長。旧吉井町建設課長、同町収入役などを歴任し、1998年から2005年まで2期連続で旧吉井町長を務める。
  - 2005年4月17日投開票の初代市長選挙に民主党の推薦を受けて立候補し、初当選を果たした。
- 2代：井上 稔朗（2009年4月17日就任。1期）
- ３-5代：友實 武則（2013年4月17日就任。3期）（2021年3月29日の市長選挙で元市長の井上氏を破り3選）
- 6代：前田 正之（2025年4月17日就任。1期、現職）

### 市役所・支所・出張所
- 赤磐市役所本庁舎：（赤磐市下市344）　
  - 赤磐市役所東庁舎（赤磐市上市108-1）
- 赤坂支所：赤磐市町苅田
- 熊山支所：赤磐市松木　
  - 桜が丘出張所
- 吉井支所：赤磐市周匝　
  - 仁堀出張所

### 市議会
- 定数：18人（2021年4月17日現在）
- 任期：2021年4月17日から4年間
- 議長：佐藤　武(さとう　たけし、2023年4月就任）
- 副議長：治徳　義明(じとく　よしあき、2023年4月就任）
- 議員名簿（議席番号順）：牛尾直人、鼻岡美保、安藤利博、永徳省二、大森進次、佐藤武、光成良充、保田守、大口浩志、治徳義明、原田素代、金谷文則、松田勲、福木京子、佐藤武文、下山哲司、実盛祥五。
- （旧町別内訳：　旧山陽町；牛尾、鼻岡、佐藤武、光成、保田、治徳、松田、福木、佐藤武文、計9名、　旧熊山町；安藤、永徳、大森、実盛、計4名、　旧赤坂町；大口、原田、金谷、計3名、　　旧吉井町；下山、計1名）欠員1名

### 警察
岡山市東区瀬戸町瀬戸にある岡山県赤磐警察署が管轄している。
- 赤磐市内には、1交番と8駐在所が設置されている。
- 赤磐警察署は、赤磐市と岡山市東区瀬戸地域（旧赤磐郡5町全域）を管轄している。

### 消防
赤磐市津崎にある赤磐市消防本部が担当している。
- 赤磐市発足当初は赤磐消防組合が消防業務を担当していたが、現在は赤磐市消防本部が担当している。
  - 赤磐消防組合は、昭和48年に旧赤磐郡5町が消防業務を共同で処理するために設置された。管轄区域は旧赤磐郡全域。赤磐市発足後も、赤磐市と瀬戸町の共同運営として引き続き業務が行われたが、2007年1月22日に瀬戸町が岡山市に吸収合併された為、2007年1月21日を以て瀬戸町は同組合から脱退、同組合は解散した。1月22日付で市の組織に組み入れられ、赤磐市消防本部として再発足した。
- 旧瀬戸町域の管轄は、2007年1月22日より岡山市東消防署（旧：岡山市西大寺消防署）に移った。
  - 消防体制の整う4月までは、岡山市消防局は119番通報を担当する。消防・救急業務は赤磐市に委託する。
- 赤磐市消防本部は、赤磐市消防署と北出張所、東出張所を設置している。
  - かつてあった南出張所は岡山市瀬戸町万富に位置し、消防体制の整う4月からは岡山市東消防署瀬戸出張所となる。赤磐市熊山地域をカバーする消防署がなくなるため、赤磐市沢原に東出張所を新しく建設した。

## 経済

### 産業
果樹栽培が盛んで特に桃・ブドウ（ピオーネ、マスカット）の作付が多い。
主な企業
サッポロビール岡山ワイナリー
みのる産業 - 農業機械生産・販売（赤磐市下市447・旧・山陽町）
大和ハウス工業 岡山工場

## 地域
2005年（平成17年）3月7日、赤磐郡内の山陽町、赤坂町、熊山町及び吉井町が合併して赤磐市として市制を施行した。
- 山陽地域（旧山陽町）
- 熊山地域（旧熊山町）
- 赤坂地域（旧赤坂町）
- 吉井地域（旧吉井町）

その他、山陽地域と熊山地域の一部に通称岡山ネオポリスがある。
地名は基本的に合併前と変わらない。
- 岡山県赤磐郡△△町○○ → 岡山県赤磐市○○

但し、旧山陽町の山陽団地は例外で、山陽に変更される。
- 岡山県赤磐郡山陽町山陽団地☆丁目 → 岡山県赤磐市山陽☆丁目

### 人口
| |                                        |  |
| 赤磐市と全国の年齢別人口分布（2005年） | 赤磐市の年齢・男女別人口分布（2005年） |  |
| ■紫色 ― 赤磐市 ■緑色 ― 日本全国 | ■青色 ― 男性 ■赤色 ― 女性              |  |
| 赤磐市（に相当する地域）の人口の推移 \| 1970年（昭和45年） \| 26,911人 \| \| \| 1975年（昭和50年） \| 32,211人 \| \| \| 1980年（昭和55年） \| 37,007人 \| \| \| 1985年（昭和60年） \| 40,005人 \| \| \| 1990年（平成2年） \| 41,016人 \| \| \| 1995年（平成7年） \| 43,011人 \| \| \| 2000年（平成12年） \| 43,813人 \| \| \| 2005年（平成17年） \| 43,913人 \| \| \| 2010年（平成22年） \| 43,458人 \| \| \| 2015年（平成27年） \| 43,214人 \| \| \| 2020年（令和2年） \| 42,661人 \| \| |                                        |  |
| 総務省統計局 国勢調査より |                                        |  |
| 1970年（昭和45年） | 26,911人                               |  |
| 1975年（昭和50年） | 32,211人                               |  |
| 1980年（昭和55年） | 37,007人                               |  |
| 1985年（昭和60年） | 40,005人                               |  |
| 1990年（平成2年） | 41,016人                               |  |
| 1995年（平成7年） | 43,011人                               |  |
| 2000年（平成12年） | 43,813人                               |  |
| 2005年（平成17年） | 43,913人                               |  |
| 2010年（平成22年） | 43,458人                               |  |
| 2015年（平成27年） | 43,214人                               |  |
| 2020年（令和2年） | 42,661人                               |  |

### 病院
- 赤磐医師会病院

診療所
- 赤磐市国民健康保険熊山診療所
- 赤磐市国民健康保険佐伯北診療所

## 交通

### 鉄道
西日本旅客鉄道（JR西日本）
- 山陽本線：熊山駅

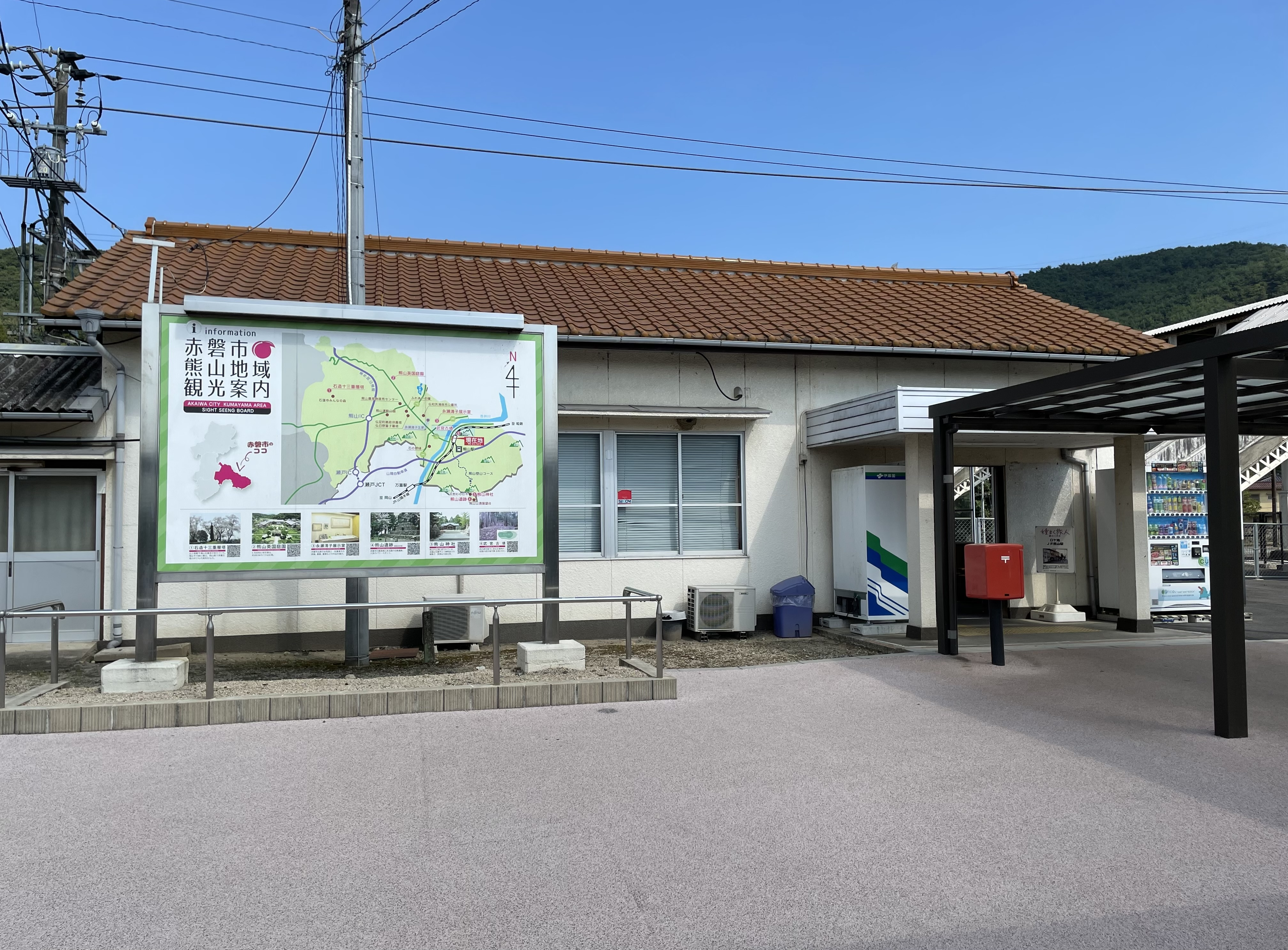
熊山駅

  - 赤磐市役所のある山陽地区の最寄駅は、隣接する岡山市東区瀬戸町にある山陽本線瀬戸駅（市役所前より宇野バスで約10分の距離）である。

#### 廃止鉄道路線
- 同和鉱業片上鉄道線（旧吉井町域・1991年7月1日に廃止）

### バス

#### 高速バス
- 京浜吉備ドリーム号（中国JRバス）

横浜駅東口・東京駅八重洲南口/日本橋口・新宿駅新南口
- チボリ号（両備ホールディングス（両備バス））

名古屋駅桜通口
- リョービエクスプレス（両備ホールディングス（両備バス））

USJ・湊町(OCAT)・なんば高速バスターミナル
- 吉備エクスプレス大阪号（西日本JRバス・中国JRバス）

USJ・大阪駅桜橋口
- 大阪梅田エクスプレス（下津井電鉄・シモデンツアーサービス）

USJ・阪急梅田（阪急三番街高速バスターミナル）
- リョービエクスプレス（両備ホールディングス（両備バス））

三宮バスターミナル・ポートピアホテル
上記横浜・東京方面行き1路線、名古屋方面行き1路線、大阪方面行き3路線、神戸方面行き1路線は高速バス。下市（大阪方面行きのみ）もしくは山陽IC周辺（大阪梅田エクスプレスを除く）の停留所に停車する。

#### 一般路線バス
- 宇野バス
  - 赤磐市穂崎の山陽自動車道高架下にパーク・アンド・バスライド用無料駐車場が整備された。宇野バス新道穂崎バス停から利用できる。
- 赤磐市民バス
- 赤磐市広域路線バス
- 和気町営バス（佐伯・熊山線）
- 柵原星のふる里バス（津山・柵原・吉井線）

### 道路
高速道路
- 山陽自動車道山陽IC
- 美作岡山道路熊山IC・吉井IC

一般国道
- 国道374号
- 国道484号

都道府県道
- 岡山県道27号岡山吉井線
- 岡山県道37号西大寺山陽線
- 岡山県道52号勝央仁堀中線
- 岡山県道53号御津佐伯線
- 岡山県道79号佐伯長船線
- 岡山県道・兵庫県道96号岡山赤穂線
- 岡山県道250号山口山陽線
- 岡山県道251号馬屋瀬戸線
- 岡山県道253号可真上山陽線
- 岡山県道254号可真上万富停車場線
- 岡山県道255号仁堀中御津線
- 岡山県道257号坂辺吉井線
- 岡山県道258号酌田沢原線
- 岡山県道265号周匝久米南線
- 岡山県道351号藤原吉井線
- 岡山県道364号矢知赤坂線
- 岡山県道403号町苅田熊山線
- 岡山県道417号和気吉井線
- 岡山県道467号上二ヶ小鎌線
- 岡山県道468号平岡小鎌線

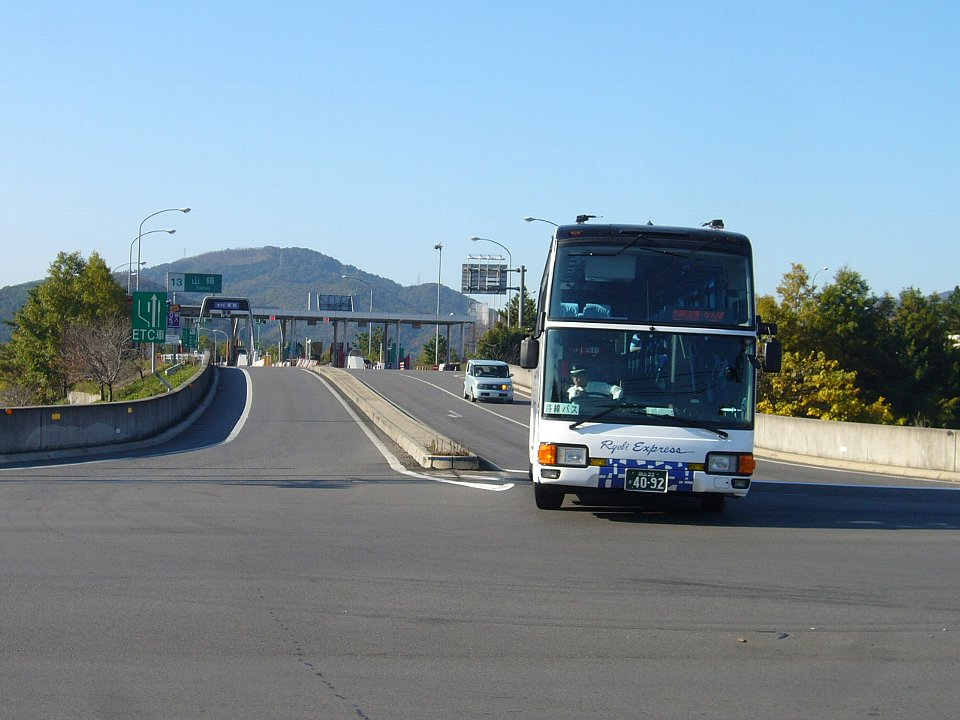
立川地区の山陽インター

- 岡山県道703号備前柵原自転車道線（片鉄ロマン街道）

## 通信

### 市外局番
市外局番は、2008年3月1日00:10から全域086であるが、市内局番によって料金区域が異なっているため、両区域間の相互通話は隣接料金(90秒10円)で、市外局番が必要である。
2013年5月1日00:10から岡山市東区瀬戸町が岡山MAに編入され、赤磐市は赤磐MAとなった。
- 旧山陽町区域の一部（岩田の一部、穂崎、馬屋、和田の一部）：200～299、362～365、367～369、722～724、726、728、737、738、800～809、890～909、940～949、952、953、959（岡山MA）
- 上記を除く区域：600～609、950、951、954～958、994～999（赤磐MA）
  - かつては、岡山瀬戸MAの市外局番は08695（市内局番は2～9）だった。2001年3月3日に市外局番は0869（市内局番は50～59）に変更された。しかし、それでも逼迫したため2006年3月4日に市外局番は086（市内局番は600～609、950～959）に再変更された。
  - 2008年2月までは熊山地区は備前MA(市外局番は08699)だった。現在は備前MA（備前市・和気町）へは隣接料金が適用される。通話は今まで通り、市外局番(0869)が必要（市内局番は60～89、92～93）。
  - 2013年4月までは岡山市東区瀬戸町は岡山瀬戸MA(市外局番は086)だった。また、赤磐市内においても一部加入者の電話番号が変更になった。現在は岡山MA（岡山市・久米南町）へは隣接料金が適用される。通話は、市外局番(086)が必要。
    - 086-952・953・959（岡山市東区瀬戸町） → 市外局番・市内局番は変更なし（岡山MAへ変更）
    - 086-958の一部（岡山市東区瀬戸町の一部） → 086-908（岡山MAへ変更、加入者番号は変更なし）
    - 086-953の一部（赤磐市徳富の一部） → 086-995（加入者番号も大幅に変更）
    - 086-959の一部（赤磐市内のKDDI）→086-606（加入者番号は変更なし）

### 郵便番号
- 旧山陽町・赤坂町・熊山町区域
  - 備前瀬戸郵便局（岡山市東区瀬戸町）:709-08xx、709-06xx、701-22xx、709-07xx[3]
- 旧吉井町区域
  - 周匝郵便局:701-25xx、701-24xx[4]

## 教育

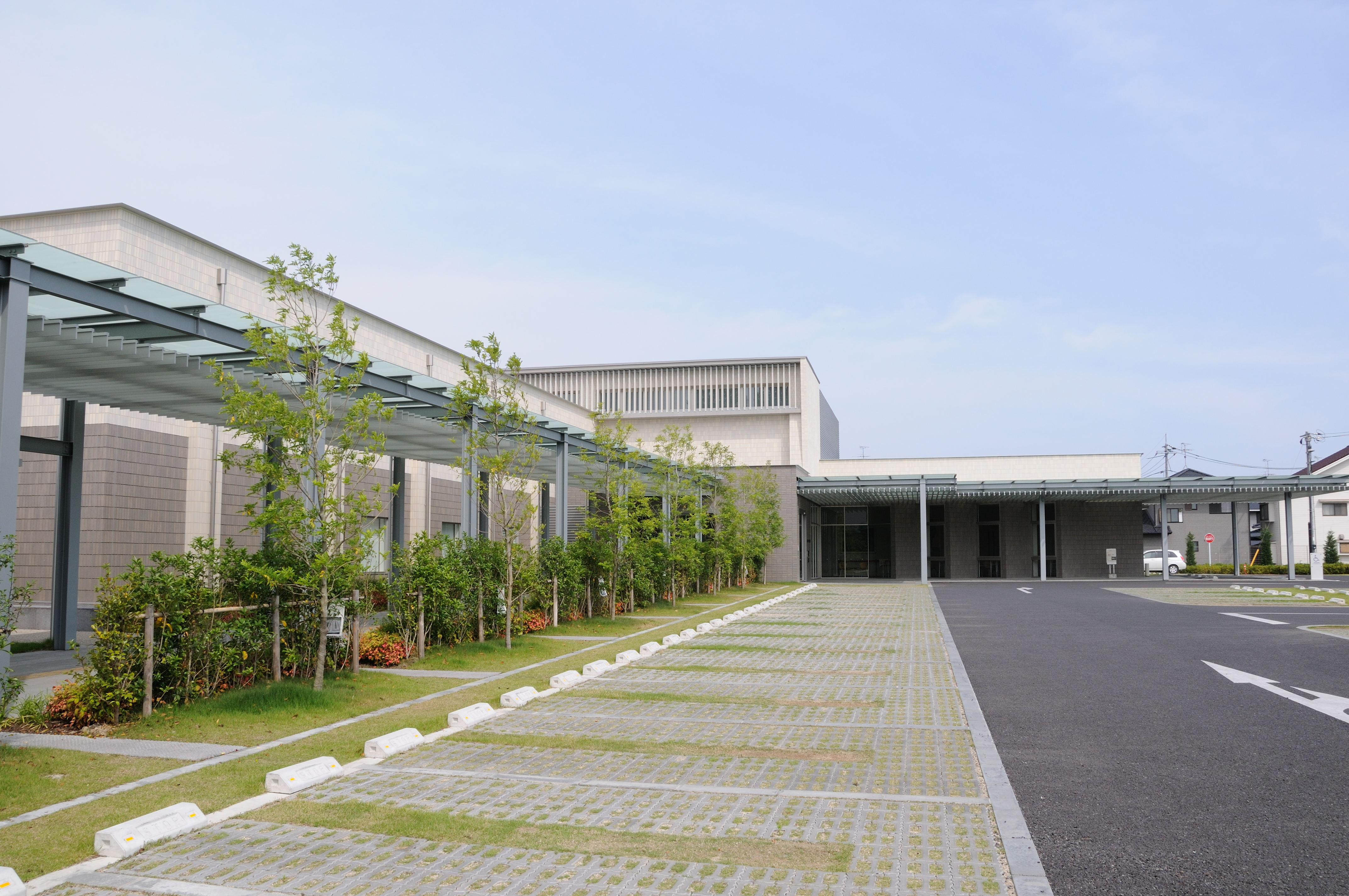
岡山県赤磐市立図書館

### 学校
赤磐市の市立小学校、中学校は、学校選択制度を導入しており、学区外であっても、一定条件を満たせば自宅から一番近い小中学校を選択し通学が可能である。
| 小学校                        | 中学校                |
| ----------------------------- | --------------------- |
| 赤磐市立 山陽小学校           | 赤磐市立 高陽中学校   |
| 赤磐市立 山陽西小学校         | 赤磐市立 高陽中学校   |
| 赤磐市立 山陽東小学校         | 赤磐市立 桜が丘中学校 |
| 赤磐市立 山陽北小学校         | 赤磐市立 桜が丘中学校 |
| 赤磐市立 桜が丘小学校（選択） | 赤磐市立 桜が丘中学校 |
| 赤磐市立 石相小学校           | 赤磐市立 赤坂中学校   |
| 赤磐市立 軽部小学校           | 赤磐市立 赤坂中学校   |
| 赤磐市立 笹岡小学校           | 赤磐市立 赤坂中学校   |
| 赤磐市立 豊田小学校           | 赤磐市立 磐梨中学校   |
| 赤磐市立 磐梨小学校           | 赤磐市立 磐梨中学校   |
| 赤磐市立 桜が丘小学校（選択） | 赤磐市立 磐梨中学校   |
| 赤磐市立 城南小学校           | 赤磐市立 吉井中学校   |
| 赤磐市立 仁美小学校           | 赤磐市立 吉井中学校   |

| 高等学校など                  |
| ----------------------------- |
| 私立 岡山白陵中学校・高等学校 |

## 住宅団地

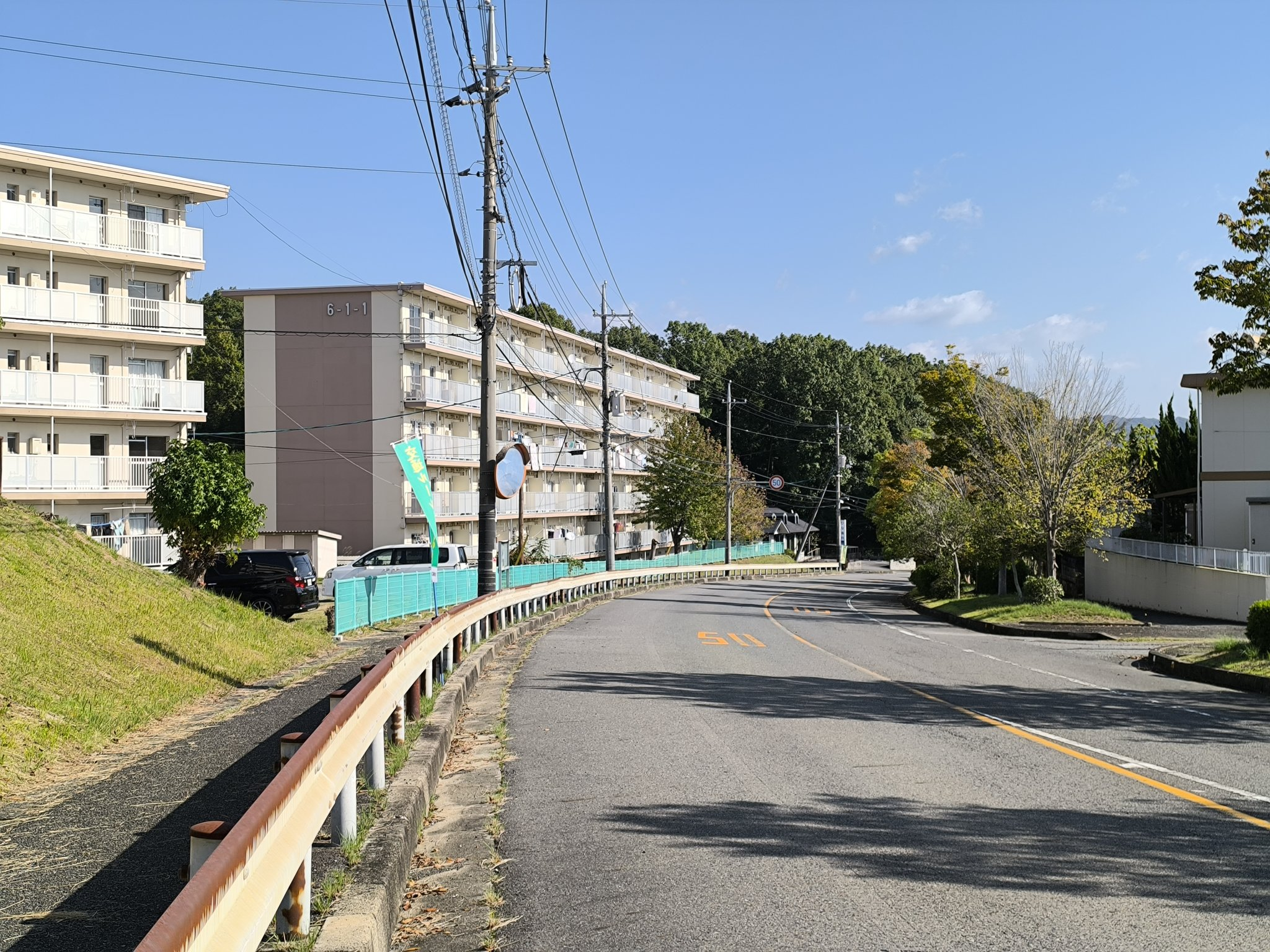
山陽団地

- 岡山ネオポリス（桜が丘西、桜が丘東）
- 山陽団地（山陽）

## ゴルフ場
- 赤坂カントリークラブ
- 赤坂レイクサイドカントリークラブ
- 山陽ゴルフ倶楽部

## 名所・旧跡・観光スポット・祭事・催事

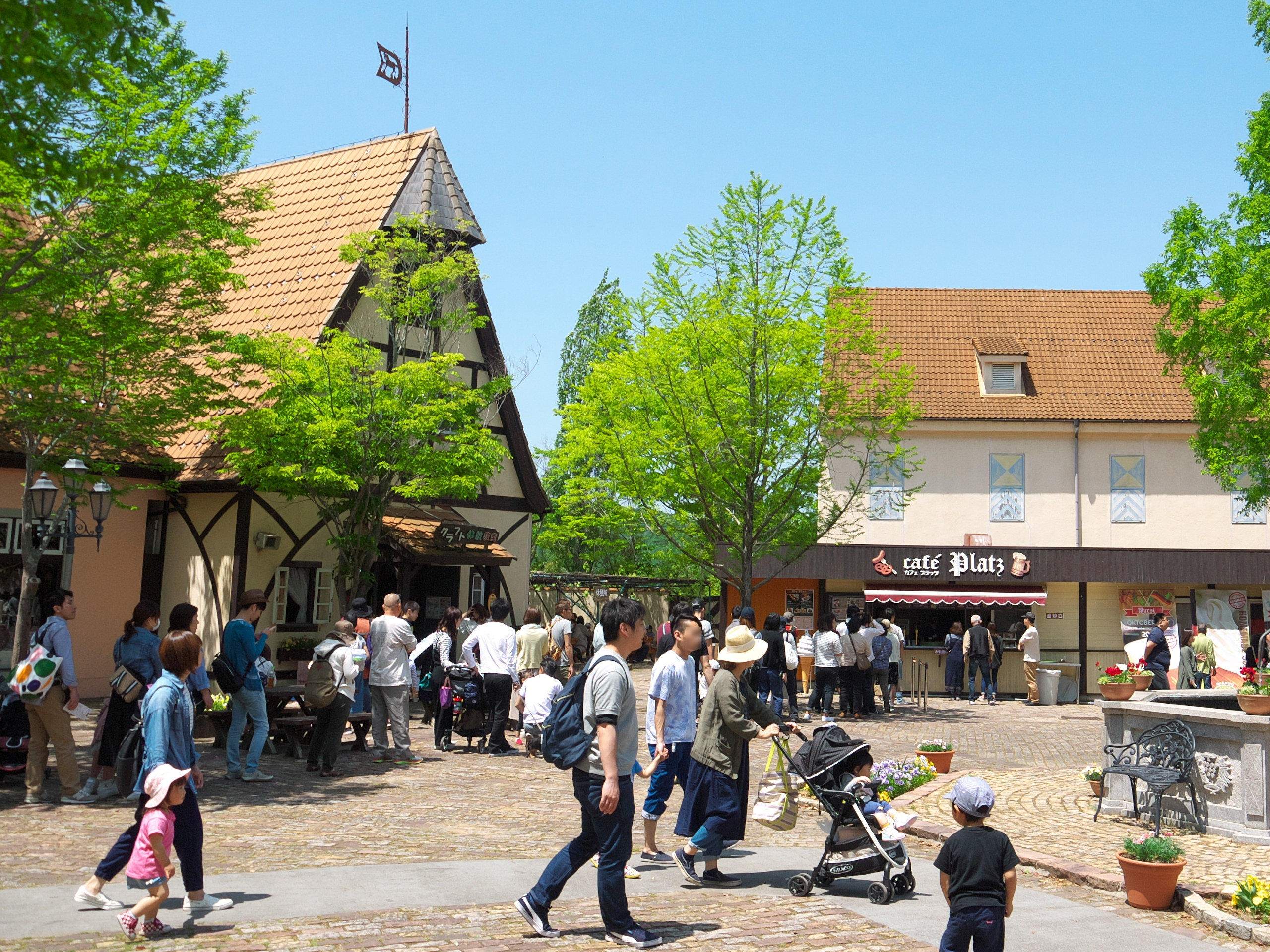
岡山フォレストパーク ドイツの森

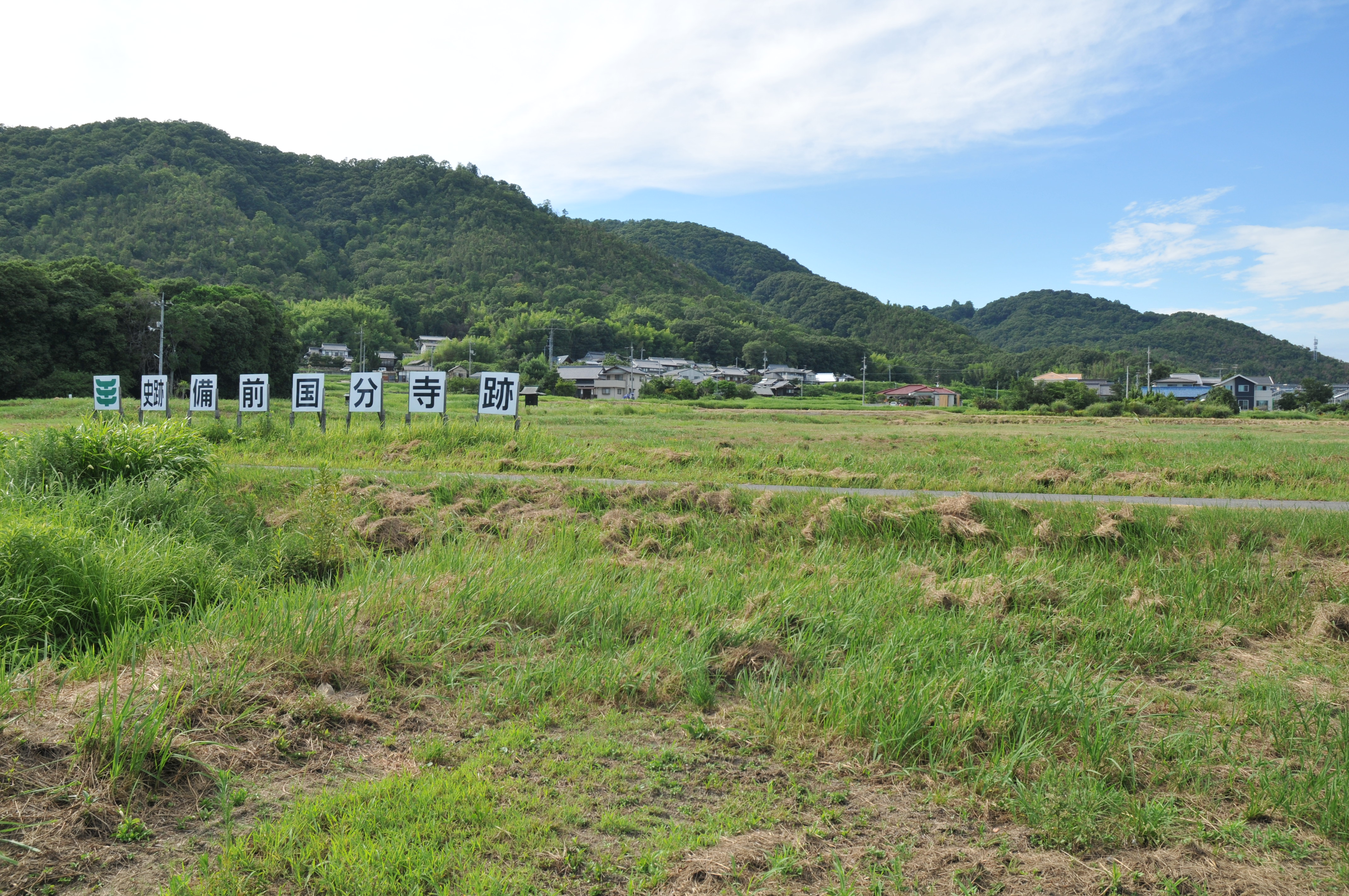
備前国分寺跡

- 熊山遺跡
- 両宮山古墳
- 備前国分寺跡
- おかやまフォレストパーク ドイツの森
- 旧赤坂高等尋常小学校本館校舎
- 西光寺 (赤磐市)
- サッポロビール岡山ワイナリー
- 竜天天文台公園
- 竜天オートキャンプ場

## 出身有名人
- 明石全登（武将）
- 安達直理（元県議会議員、元軽部村長）
- 安達憲忠（社会実業家）
- 生本實（実業家みのる産業創業者）
- 生本伝九郎（官吏）
- 井出台水（俳人、陸軍主計総監）
- 今井田清徳（政治家、元貴族院議員）
- 入江武一郎（弁護士、元衆議院議員）
- 植木是水（学者）
- 浮田源三兵衛（熊山城主）
- 内田七郎作（風流人）
- 遠藤修理（武士）
- 大石廉（政治家、元衆議院議員）
- 大久保重五郎（園芸家）
- 太田宜軒（漢学者）
- 岡本圭治（元プロ野球選手、ゴルファー）
- 岡崎網五郎（弁護士、元岡山県議会議員）
- 小坂淳夫（医学者、岡山大学学長）
- 塩田泰介（造船工学者）
- 田中寛一（教育心理学者、東京文理科大学教授）
- 小川芳男（英語学者、東京外国語大学学長)
- 直原玉青（画家、僧）
- 永瀬清子（詩人）
- 鼠先輩（タレント、ムード歌手）
- 藤井裕（高校野球指導者）
- 藤原浩（演歌歌手）
- 宮下俊（元サッカー選手、サッカー指導者）
- 守口香織（RSK山陽放送元アナウンサー）